# Action Congress
Der Action Congress (AC) war eine politische Partei in Nigeria. Der AC galt als liberal, hatte jedoch kein politisches Programm und vertrat auch nicht die Interessen bestimmter Bevölkerungsgruppen. Vielmehr diente er eher als Wahlplattform für aufstrebende Politiker.

## Geschichte
Der AC wurde im September 2006 durch den Zusammenschluss der Alliance for Democracy, der Justice Party, des Advanced Congress of Democrats und weiterer Oppositionsparteien gebildet. Vorsitzender der Partei wurde Hassan Zurmi. 2010 änderte der Action Congress seinen Namen in Action Congress of Nigeria. 2013 schloss sich der Action Congress of Nigeria mit dem Congress for Progressive Change (CPC), mit der All Nigeria People’s Party (ANPP) und mit Teilen der All Progressive Grand Alliance (APGA) zum  All Progressives Congress zusammen.

## Mitglieder
- Babatunde Fashola